# Deronectes afghanicus
Deronectes afghanicus är en skalbaggsart som beskrevs av Wewalka 1971. Deronectes afghanicus ingår i släktet Deronectes och familjen dykare. Inga underarter finns listade i Catalogue of Life.